# Apaturris costifera
Apaturris costifera é uma espécie de gastrópode do gênero Apaturris, pertencente a família Borsoniidae.